# Cajarc
Cajarc là một xã trong vùng Occitanie, thuộc tỉnh Lot, quận Figeac, tổng Cajarc. Tọa độ địa lý của xã là 44° 29' vĩ độ bắc, 01° 50' kinh độ đông. Cajarc nằm trên độ cao trung bình là 160 mét trên mực nước biển, có điểm thấp nhất là 140 mét và điểm cao nhất là 394 mét. Xã có diện tích 25,10 km², dân số vào thời điểm 1999 là 1114 người; mật độ dân số là 44 người/km².

## Thông tin nhân khẩu
| 1962  | 1968  | 1975  | 1982  | 1990  | 1999  |
| ----- | ----- | ----- | ----- | ----- | ----- |
| 1.020 | 1.044 | 1.028 | 1.059 | 1.033 | 1.114 |

## Nhân vật nổi tiếng
- Françoise Sagan, nhà văn nữ